# Vielzahn-Johanniskrauteule

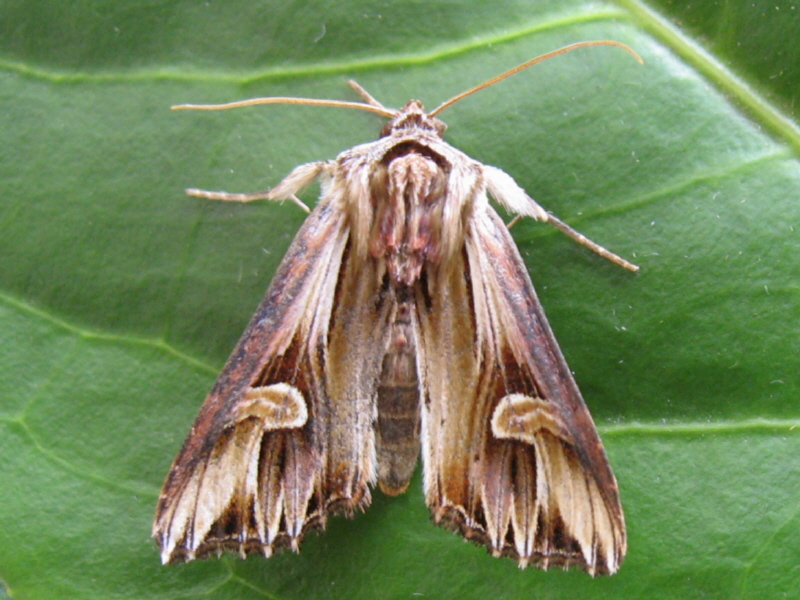
Vielzahn-Johanniskrauteule

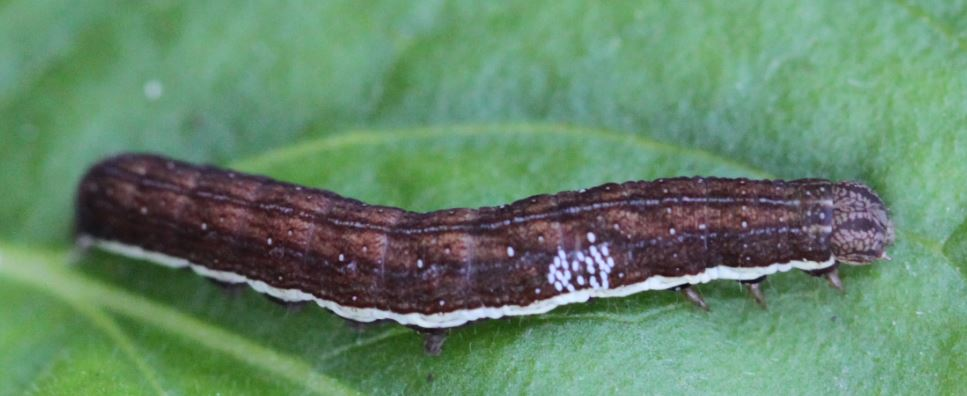
Raupe

Die Vielzahn-Johanniskrauteule (Actinotia polyodon) ist ein Schmetterling aus der Familie der Eulenfalter (Noctuidae). 

## Merkmale
Der Nachtfalter ist dank seiner markanten Vorderflügel unverwechselbar. Diese sind auch namensgebend für die Schmetterlingsart. Die Zeichnung der Flügelränder erinnert an "Zähne". Die Flügel sind in den Farben bräunlich, weiß und violett gemustert. Die Spannweite beträgt 31–36 mm. 

## Vorkommen
Der Schmetterling kommt in der Paläarktis vor. Sein Verbreitungsgebiet erstreckt sich von Europa über Russland bis nach Japan. 

## Lebensweise
Die Schmetterlinge fliegen in zwei Generationen in den Monaten Mai bis Mitte Juni sowie Juli bis Ende August. 
Hauptfutterpflanze der Raupen ist das Echte Johanniskraut (Hypericum perforatum). Eine weitere Futterpflanze ist die Bärenschote (Astragalus glycyphyllos). Die Schmetterlingsart überwintert als Puppe.

## Taxonomie
Aus der Literatur sind folgende Synonyme bekannt:
- Chloantha polyodon (Clerck, 1759)
- Cloantha perspicillaris (Linnaeus, 1761)
- Phalaena perspicillaris Linnaeus, 1761
- Phalaena polyodon Clerck, 1759